# Лебідь Анастасія Юріївна
Анастасі́я Ю́ріївна Ле́бідь (* 1993) — українська легкоатлетка; спеціалізується в бігу на 400 метрів.

## З життєпису
Народилася 1993 року в місті Дніпро. Вихованка Дніпропетровської обласної школи вищої спортивної майстерності.
Вперше на міжнародному чемпіонаті взяла участь у чемпіонаті Європи серед юніорів в Таллінні на дистанції 400 м з бар'єрами та вибула у попередньому раунді. У 2012 році вийшла до півфіналу юніорського чемпіонату світу в Барселоні. 2013 року здобула бронзу на чемпіонаті Європи-U23 та посіла 4-те місце в естафеті. 2015-го дійшла до фіналу чемпіонату Європи-U23 у Таллінні, але фінішувала лише сьомою. 2016 року була учасницею сезону на Чемпіонаті світу в приміщенні (Портленд), фінішувала п'ятою.